# Entelecara aestiva
Entelecara aestiva là một loài nhện trong họ Linyphiidae.
Loài này thuộc chi Entelecara. Entelecara aestiva được Eugène Simon miêu tả năm 1918.